# Byšta
Byšta és un poble i municipi d'Eslovàquia. Es troba a la regió de Košice, a l'est del país.

## Història
La primera referència escrita de la vila data del 1270.

## Demografia
| Godina             | 1994 | 2004    | 2014   | 2024 |
| ------------------ | ---- | ------- | ------ | ---- |
| Nombre de persones | 184  | 157     | 150    | 138  |
| Diferència         |      | −14,67% | −4,45% | −8%  |

| Godina             | 2023 | 2024   |
| ------------------ | ---- | ------ |
| Nombre de persones | 139  | 138    |
| Diferència         |      | −0,71% |